# VfL 07 Bremen
Verein für Leibesübungen 07 Bremen é uma agremiação esportiva alemã fundada em 1907 e sediada em Bremen, na Saxônia.
Disputa atualmente a Oberliga Bremen, uma das onze ligas regionais da quinta divisão do futebol alemão.

## História
O clube foi formado em 1907 por um jovem de 14 anos chamado Hermann Popper. O nome original da equipe era Fußball Club Hohenzollern, em homenagem ao imperador alemão Wilhelm II, de Hohenzollern. Depois que o Império Alemão foi dissolvido, em 1918, Verein für Leibesübungen 07 foi informalmente adotado, embora o nome não tenha sido oficialmente mudado após o fim da Segunda Guerra Mundial em 1945.

## Estádio
VfL 07 Bremen manda seus jogos no BSA Findorff, em Bremen. A capacidade do estádio é de 2.000 espectadores.

## Títulos
- Landesliga Bremen (VI):
  - Vice-campeão (1): 2006-2007[3]

- Bezirksliga Bremen (VII):
  - Campeão (1): 2003-2004